# Тсиргу
Тси́ргу (эст. Tsirgu) — деревня в волости Сетомаа уезда Вырумаа, Эстония. Относится к нулку Коолина.
До административной реформы местных самоуправлений Эстонии 2017 года входила в состав волости Меремяэ (упразднена).

## География и описание
Расположена в 24 км к юго-востоку от уездного центра — города Выру, и в 24 км к юго-западу от волостного центра — посёлка Вярска, в 6 км от  российско-эстонской границы. Высота над уровнем моря — 140 метров.
Через деревню течёт ручей Тсиргу (в 1897 году упоминается как ручей Островскій).
Климат переходный от морского к континентальному. Официальный язык — эстонский. Почтовый индекс — 65346.

## Население
По данным переписи населения 2021 года, в Тсиргу проживали 6 человек, из них 4 (66,7 %) — эстонцы.
По данным переписи населения 2011 года, в деревне проживали 11 человек, из них 8 (72,7 %) — эстонцы (сету в перечне национальностей выделены не были).
Численность населения деревни Тсиргу по данным переписей населения СССР и Департамента статистики Эстонии:
| Год  | 1959 | 1970 | 1979 | 1989 | 2000 | 2011 | 2017 | 2018 | 2019 | 2020 | 2021 |
| ---- | ---- | ---- | ---- | ---- | ---- | ---- | ---- | ---- | ---- | ---- | ---- |
| Чел. | 57   | ↗ 61 | ↗ 90 | ↘ 64 | ↘ 20 | ↘ 11 | ↘ 10 | ↘ 8  | → 8  | ↗ 9  | ↘ 6  |

## История
В источниках примерно 1790 года на месте Тсиргу упоминается деревня Бурмакина, 1882 год и 1900 годов — Бурмакино, 1904 года — Tsirgu, Бурма́кино, 1920 года — Tsirku.
На военно-топографических картах Российской империи (1846–1867 годы), в состав которой входила Лифляндская губерния, деревня обозначена как Бурмакина.
В XIX веке деревня относилась к приходу Залесьесе и входила в состав общины Коолина.

## Происхождение топонимов
Топоним Тсиргу происходит от южноэстонского слова ‘tsirk’ («птица»).
Топоним Бурмакино происходит от добавочного имени Бурмака, которое в свою очередь происходит от глагола  бурмить («невнятно, непонятно говорить/высказываться»). Такое название деревни широко распространено в России.